# Domnico (conde dos domésticos)
Flávio Domnico (em latim: Flavius Domnicus) foi um oficial bizantino do século VI, ativo durante o reinado do imperador Justiniano (r. 527–565). Ao longo de sua carreira, serviu como diplomata, conde dos domésticos e foi nomeado cônsul honorário e patrício.

## Vida
Domnico era membro do senado. Em 536, foi enviado à África com Germano e Símaco após a rebelião de Estútias. Assumiu o comando da infantaria em sucessão a João de Epidamno que havia falecido. Comandou a infantaria de Germano na Batalha das Escadas Ancestrais em 537 e foi reconvocado para Constantinopla com Germano e Símaco em 539. Considerando que já era membro do senado desde 536, é provável que já ocupasse a posição de conde dos domésticos. Além disso, também deve ter recebido na mesma ocasião a posição de homem ilustre e foi mestre dos soldados vacante durante a expedição.
No começo de 540, foi enviado com Maximino como emissário aos godos do rei Vitige (r. 536–540) em Ravena para fazer a paz ao oferecer a partilha da península com os godos e igualmente o tesouro real com Vitige. Primeiro mostraram a carta imperial para Belisário e então prosseguiram para Ravena, onde os ostrogodos rapidamente aceitaram as propostas. Quando os emissários retornaram com notícias, Belisário recusou assinar o acordo e defendeu sua ação em reunião com seus oficiais companheiros e na presença de Maximino e Domnico. Depois, em outra reunião, os emissários e os oficiais concordaram com a sugestão de Belisário de que deveriam tentar capturar os godos e seu dinheiro e recuperar toda a Itália aos bizantinos.
No mesmo ano, Domnico também levou à Itália uma carta de Justiniano ao papa Vigílio (r. 537–555) e retornou para Constantinopla mais tarde no mesmo ano com cartas de Vigílio para o imperador e o patriarca Menas de Constantinopla (r. 536–552). As cartas apoiavam as decisões do Concílio de Constantinopla de 536 contra os monofisistas e em favor do Concílio da Calcedônia. Domnico colocou nelas sua assinatura como sinal de aprovação e junto a ela listou que foi conde dos domésticos, cônsul (titular) e patrício.